# Richard Magito Brun
Richard Leonard Magito Brun, född  13 juni 1950 i Årsta (Brännkyrka församling), död den 14 januari 2020 i Göteborg (Masthuggs församling), var svensk konstvetare, forskare och föredragshållare. Han har främst utmärkt sig för sin forskning rörande den romerska, senantika och bysantinska statsbilden, samt för sin insats som resandefolksaktivist och försvarare av mänskliga rättigheter.

## Biografi
Richard Magito Brun var son till tivoliresanden och försäljaren Ivan Anton Konstantin Brun och sexualpedagogen Grete Linnéa Jacobsson. Han växte upp i stadsdelen Årsta i Stockholm och fadern uppmuntrade tidigt sonens intresse för kultur och konst.
Efter avslutat gymnasium fortsatte Brun sina studier i Lund. Först utbildning i arkitektur vid Lunds Tekniska Högskola 1970-1974 och därefter konstvetenskap vid Lunds universitet. Filosofie kandidatexamen i konsthistoria och antikens kultur avlades 1981 och filosofie licentiatexamen 1992. Hans licentiatavhandling Romarnas symboliska geometri behandlade konstens placering i stadsrummet under kejsartidens Rom. Förutom den omfattande utbildningen i Lund har Brun även bedrivit studier och forskning i bland annat Istanbul och Italien.
Redan under utbildningstiden vid Lunds Tekniska högskola deltog Richard Magito Brun tillsammans med studiekamraten Thomas Hellquist i en arkitekttävling och lämnade in det vinnande förslaget Hagia Hovia – urkyrkan. Efter dessa ritningar uppfördes Mariakyrkan i Växjö åren 1977-1979. Byggnaden är ovanlig i sitt slag och ger med sin östromerska form associationer till Hagia Sofia i Istanbul.
År 1983 belönades Brun och övriga arkitekter som var involverade i uppförandet av Mariakyrkan med Stenpriset. Detta arkitekturpris instiftades av Svenska Arkitekters Riksförbund (SAR) och Sveriges Stenindustriförbund (SFF), och delades ut första gången 1983. Arkitekterna tilldelades priset för det grårosa naturstensgolvet i kyrksalen och på kyrktorget. Juryn ansåg det vara lugnt, vackert, ändamålsenligt och med konstnärlig inlevelse.
Förutom yrkesmässig erfarenhet av arkitektyrket ägnade sig Richard Magito Brun i egenskap av konsthistoriker också åt forskning och undervisning. Vid sidan om historia, arkitektur och konst var etnicitet, normkritik, minoritetspolitiskt arbete och rättighetsfrågor på flera olika plan Bruns specifika kunskapsområden.

## Kejserlig symbolism
Med utgångspunkt i sitt stora intresse för speciellt antik och bysantinsk historia genomförde Richard Magito Brun tämligen omfattande studier av stadsbilden i Konstantinopel, under perioden från Theodosius I till den latinska erövringen, och bedrev forskning utifrån teorin att flertalet viktiga kejserliga monument var organiserade enligt ett geometriskt mönster likt ett nät som täckte in hela staden. Brun hävdade att trots att verken stod till synes slumpmässigt utställda fanns det ett system av 60-gradiga trianglar i stadsuppbyggnaden. Den tyske professorn och kännaren av bysantinsk historia Albrecht Berger har i sin hypotetiska konstruktion av Konstantinopels medeltida gatunät sökt verifiera existensen av just detta system.
Richard Magito Brun menade att de kejserliga byggnaderna och monumenten utgjorde komponenter som mycket väl kunde variera i form, material, storlek, stil och funktion, men den geometriska relationen elementen emellan var alltid konstant. Den romerska, senantika och bysantinska stadsbilden i viktiga städer som Rom och Konstantinopel var att betrakta som konstverk och i den bysantinska staden finns ingen skillnad mellan den kejserliga makten och universums gudomliga struktur. Det var Bruns uppfattning att denna stadsplanering måste vara importerad till Konstantinopel från Rom.
Med tiden utvidgade Richard Magito Brun teorin genom att utföra en komparativ studie som omfattade två fullständigt olika typer av monument i Konstantinopel, å ena sidan senantika minneskolonner och å andra sidan bysantinska golvmosaiker. Det rörde sig om två mosaiker förknippade med kejserliga kröningsceremonier, den ena belägen i katedralen Hagia Sofia och den andra, numera förstörd, nära det kejserliga sommarpalatset i Hebdomon.
Bysantinsk konst, liksom romerks konst, hade i huvudsak som syfte att användas i religiösa eller symboliska sammanhang. Brun hävdade att byggnaderna, monumenten och ceremonierna som var knutna till 400-talets urbana mönster även var relevanta under medeltiden. De omedelbara visuella likheterna mellan de tredimensionella minneskolonnerna och de senare tvådimensionella golvmosaikerna är obefintliga, men referenserna till det geometriska systemet är desamma.
Richard Magito Brun menade att relationerna måste förklaras för att framträda och troligen bäst förstås som en anakronistisk upprepning av samma symboliska och kultiska innehåll. De grundläggande kejserliga budskapen förefaller vara närvarande i båda typerna av monument, men blir med tiden allt mer gåtfulla. Kanske var det aldrig meningen att systemet skulle vara visuellt närvarande, men trots det styrande. Brun såg det som en möjlighet att de observerade egenskaperna hos de studerade monumenten står i nära förbindelse med teorin om ett symbolbärande geometriskt nätverk för den urbana planeringen i Konstantinopel. Relationen mellan de tredimensionella kolonnerna och de tvådimensionella mosaikerna har enligt Brun inte tidigare uppmärksammats.
Richard Magito Brun presenterade sina vetenskapliga hypoteser genom olika publikationer och vid en rad internationella föredrag i bland annat Washington DC (1986), Glasgow (2015), Leeds (2017), Maastricht (2017) och Cambridge (2019).

## Kirkholt Center
I början av 1990-talet initierade, startade och drev Richard Magito Brun ett konst- och kulturcenter på norra Jylland. Det rörde sig om ett idealistiskt och stort tänkt samnordiskt konstnärsprojekt. Med hjälp av privata finansiärer förvärvades 1990 Mylunds gamla skola, en 800 kvadratmeter stor skolbyggnad i Brønderslev. De stora undervisningssalarna kunde med enkla medel göras om till ateljéer, utställningslokaler och boende.
Kirkholt Center, som blev skolans nya namn, skulle vara en stimulerande samlingspunkt, en slags oas, för nordiska konstnärer. En vistelseort med möjlighet att i lugn och ro ägna sig åt konstnärligt arbete och samtidigt hämta ny inspiration i omgivningarna. Centret var perfekt placerat på norra Jylland, ett aktivt konstområde med ett rikt museiliv och närhet till Skagen.
Centret skulle erbjuda konstnärerna både möjlighet att arbeta och en chans att visa upp sina alster. Hit välkomnades såväl de äldre etablerade som de unga oprövade, vilka kanske för första gången fick tillfälle att nå ut till publiken. Konstutövarna förväntades ha ett budskap med sin konst, men på  Kirkholt Center skulle det vara högt i tak. En blandning av uttrycksformer och konstriktningar eftersträvades. Här skulle folk få se vad som hände i konstlivet, även sådant som kanske utspelade sig lite i periferin av det etablerade. 
Centret besöktes av ett antal målare, grafiker, textilkonstnärer, bildhuggare och författare, från främst Danmark och Sverige. Ett par av dessa var konstnärerna Annika Liljedahl och Jorgo Krallis. Här kunde de förutom sitt eget konstnärliga arbete även delta i kurser, workshops, debatter och lyssna till föreläsningar. Kostnaden för en månads vistelse skulle vara låg och ingen fick göra någon vinst på konstnärerna.
Kirkholt Center hade i någon mån samverkan med Åsen Teater i Brønderslev, en institution liknande den i Mylund men med inriktning mot teater. Ett annat samarbete inleddes med Folkuniversitetet i Brønderslev om en rad föreläsningar med olika konsthistoriska teman. Richard Magito Brun, som parallellt med sin roll som verksamhetsledare för Kirkholt Center även fortsatte sitt konsthistoriska arbete var naturligtvis en given föreläsare, men även andra förekom.
Brun var redan under uppbyggnadsfasen av Kirkholt Center medveten om vilka ekonomiska svårigheter ett idealistiskt projekt i den här skalan skulle kunna medföra, och räknade med att hjälp från kommun och näringsliv så småningom skulle bli nödvändig.
Trots ekonomiskt stöd från Nordiska Rådet vid tre tillfällen och bidrag från privatpersoner, tvingades Brun efter ett avslag från amtet på en ansökan om hjälp till driftskostnaderna i september 1992 att under vintern 1992-1993 ge upp sitt konstnärsprojekt.

## Resandebakgrund
Under studietiden i Lund hade Richard Magito Brun börjat fundera över sin släkts historia och vad ursprunget hade för betydelse för hans eget liv. Resandehärkomsten nämndes aldrig under uppväxten och inte heller att det hade talats romani i faderns familj. Brun upplevde redan som barn ett slags utanförskap som följde honom hela livet och som gjorde att han medvetet ofta ställde sig vid sidan om det etablerade samhället.
Redan under 1970-talet började Richard Magito Brun söka upplysningar i olika kyrkböcker. Det släkthistoriska engagemanget intensifierades under 1980-talet och han bestämde sig för att spåra upp så mycket som möjligt. Faderns släkt hade rest med cirkus och tivoli och varit akrobater och lindansare i generationer. Intresset kretsade främst kring artistklanerna Eisfeldt och Magito, till vilka båda Brun räknade släktskap. Familjen Eisfeldt, vilken härstammade från Thüringen i dagens Tyskland, kom till Sverige på 1830-talet. Släkten Magito, med ursprung i Nederländerna, hade funnits i landet mycket längre än så. Brun fortsatte med släktforskningen resten av livet, men redan år 2014 hade ett så omfattande material samlats in, av honom själv och andra, att det blev möjligt med en femhundrasidig publikation. Titeln på boken är Eisfeldt – en surrealistisk familj.
Många av de akrobatsällskap som var verksamma i Norden under 1800-talet hade starka band till resandefamiljer nere på den europeiska kontinenten. Richard Magito Brun skaffade sig gedigna kunskaper om resandes och romers historiska bakgrund och nuvarande livssituation, och blev med tiden en alltmer hängiven försvarare av den nationella minoritetens rättigheter. Han kallade sig själv resandeaktivist.
Brun såg också en möjlighet att kombinera sina konsthistoriska kunskaper med intresset för cirkusfolk och engagemanget i romer och resande. Detta gjorde han genom att vid föredrag, både hemma och utomlands, presentera konstverk från olika tidsperioder där representanter för dessa grupper porträtteras. Ett par sådana sammanhang var vid konferenser i Köpenhamn 2018 och i Reykjavik 2019.

## Minoritetspolitik och ideellt arbete
Richard Magito Brun beskrev sig själv som hemmahörande i två befolkningsgrupper vilka varit och är utsatta för strukturell diskriminering, resandefolket och hbtq. Han hade ett radikalt och intersektionellt perspektiv på samhällsordningen, och stor erfarenhet av att arbeta med frågor rörande mänskliga rättigheter.
Brun var intensivt engagerad i Kulturgruppen för resandefolket, från dess bildande 2010 och fram till sin död. Han var med om att bygga upp föreningen från grunden och var styrelsens sekreterare. Kulturgruppen har enligt stadgarna som syfte att verka för att resandefolkets kultur befrämjas, utvecklas, tillgängliggörs och utforskas. Föreningen vill också arbeta för att offentliga resurser ställs till förfogande för att detta mål ska uppnås.
I mars 2012 invigde Bohusläns museum i Uddevalla Sveriges första permanenta utställning om resandefolket. En projektgrupp bestående av personal från museet och Kulturgruppen för resandefolket, där Richard Magito Brun var en av representanterna, arbetade gemensamt fram innehållet i utställningen. I anslutning till projektet hade Brun också kompetensutbildning med museipersonalen. Den skandinaviska resandekartan är ett annat projekt där Kulturgruppen för resandefolket var en av tre resandeföreningar som samverkade med Bohusläns museum och Haldens historiske samlinger. Medlemmar från föreningarna, bland andra Brun, satt med i både projektets styr- och referensgrupp. Platser med anknytning till resandefolket inventerades, dokumenterades och publicerades på webbportalen Resandekartan, som även den invigdes år 2012.
Kulturgruppen för resandefolket är en av de viktigaste aktörerna i fråga om resandefolkets rättigheter och Richard Magito Brun hade en betydelsefull roll som föreningens representant vid samråd och informationsverksamhet, på såväl kommunal som regional och central nivå. Brun var ledamot av Göteborgs Stads råd för den nationella minoriteten romer och av Västra Götalandsregionens samråd för nationella minoriteter. Dessutom ingick han i Regeringskansliets referensgrupp för romska frågor. Brun såg det som en stor pedagogisk uppgift att undervisa politiker och tjänstemän på alla nivåer för att bli av med missuppfattningar kring de nationella minoriteterna. Med sin exceptionellt språkliga och verbala förmåga tog han sig an denna uppgift med stor frenesi.
Ett talande exempel på detta var i samband med utställningen Vi är romer på Göteborgs stadsmuseum, som invigdes i mars 2013. I Stockholms tänkebok 1512 användes för första gången ordet tatra (tattare) som benämning på en grupp människor, men i utställningens text hade tatra bytts ut mot romer. Det bör här nämnas att beteckningen tattare historiskt sett till en början inte tillämpades i försåtligt syfte, vilket senare blev fallet. Som representant för Kulturgruppen för resandefolket gjorde Richard Magito Brun en skarp markering i ett brev till stadsmuseets chef. Han menade att museet gjort sig skyldig till historieförvanskning och beskrev detta som ett sätt att beröva resandefolket hela dess historiska hemortsrätt i Sverige.
År 2017 tog kommunstyrelsen i Göteborg beslut om att inrätta Göteborgs Stads råd för den nationella minoriteten romer, och fastställa dess reglemente. Detta hade föregåtts av samråd under flera år som Göteborgs Stad hade med Kulturgruppen för resandefolket och med Romska rådet. Dessutom var Göteborg mellan åren 2012 och 2015 pilotkommun som en del av den nationella strategin för romsk inkludering. Richard Magito Brun blev en av representanterna för minoriteten som deltog i arbetet med reglementet. Göteborgs Stads råd för den nationella minoriteten romer är en samrådsgrupp med huvudsyfte att lyfta fram romska frågor och motverka diskriminering. För att undvika exkludering ansåg Brun att det var särdeles angeläget att det tydligt av rådets namn skulle framgå att det var till för hela den romska minoriteten, med alla dess undergrupper.
År 2015 fattade kommunfullmäktige i Göteborg beslut om ett romskt informations- och kunskapscenter som skulle organiseras under förvaltningen Konsument- och medborgarservice. Även här var Richard Magito Brun, som representant för minoriteten, en drivande kraft. Tre år senare, hösten 2018, invigdes Romano Center i Väst. Detta center beskrivs bäst som ett medborgarkontor för romer. Syftet är att stärka den romska gruppen genom stöd och rådgivning, samt inkludera minoriteten i samhället. En annan av centrets uppgifter är att höja kunskapsnivån hos personal inom skola och socialtjänst.
Richard Magito Brun var även styrelseledamot i Antidiskrimineringsbyrån Väst (tidigare Göteborgs rättighetscenter), och dessutom en av den ideella föreningens grundare. Byrån bildades genom ett samarbete mellan ett antal föreningar som alla arbetar för diskriminerade grupper och Kulturgruppen för resandefolket var en av dessa. Antidiskrimineringsbyrån Väst, invigd 2012, arbetar med att förebygga och motverka förtryck och diskriminering på samhällsnivå. Byrån erbjuder också juridisk rådgivning och stöd till personer som blivit utsatta för diskriminering. En annan av Antidiskrimineringsbyråns medlemsorganisationer är RFSL, och även här var Richard Magito Brun styrelseledamot.